# فرهنگستان زبان عربی در دمشق
فرهنگستان زبان عربی در دمشق (به عربی :مجمع اللغة العربیة بدمشق)، قدیمی‌ترین فرهنگستان زبان عربی در بلاد عرب است. این فرهنگستان در سال ۱۹۱۹ میلادی، تأسیس شد و مقر آن در شهر دمشق در سوریه بود و فصلنامه‌ای نیز منتشر می‌ساخت. برخی از ادیبان ایرانی نیز عضو این مجمع بوده و با شخصیت‌های آنجا در ارتباط بودند.

## رئیسان
- محمد کرد علی (۱۹۱۹–۱۹۵۳).
- خلیل مردم بک (۱۹۵۳–۱۹۵۹).
- مصطفی الشهابی (۱۹۵۹–۱۹۶۸).
- حسنی سبح (۱۹۶۸–۱۹۸۶).
- شاکر الفحام (۱۹۸۶–۲۰۰۸).
- مروان المحاسنی (۲۰۰۸ -)

## سایت مجمع
- http://www.arabacademy.gov.sy/